# Comuna Jõgeva
Jõgeva este o comună (vald) din Comitatul Jõgeva, Estonia.
Comuna cuprinde 4 târgușoare (alevik) și 37 de sate.

Reședința comunei este târgușorul (alevik) Jõgeva.

## Localități componente

### Târgușoare (alevik)
- Jõgeva
- Kuremaa
- Laiuse
- Siimusti

### Sate
- Alavere
- Ellakvere
- Endla
- Kaera
- Kassinurme
- Kaude
- Kivijärve
- Kurista
- Kõola
- Kärde
- Laiusevälja
- Lemuvere
- Liivoja
- Lõpe
- Mooritsa
- Mõisamaa
- Paduvere
- Painküla
- Pakaste
- Palupere
- Patjala
- Pedja
- Raaduvere
- Rohe
- Selli
- Soomevere
- Teilma
- Tooma
- Vaimastvere
- Vana-Jõgeva
- Vilina
- Viruvere
- Võduvere
- Võikvere
- Vägeva
- Väljaotsa
- Õuna